# Souflí
Souflí är en kommunhuvudort i Grekland.   Den ligger i prefekturen Nomós Évrou och regionen Östra Makedonien och Thrakien, i den nordöstra delen av landet, 400 km nordost om huvudstaden Aten. Souflí ligger 36 meter över havet och antalet invånare är 4 149.
Terrängen runt Souflí är platt åt sydost, men åt nordväst är den kuperad. Runt Souflí är det ganska tätbefolkat, med 62 invånare per kvadratkilometer. Souflí är det största samhället i trakten. Trakten runt Souflí består till största delen av jordbruksmark.